# Huerta de la Obispalía
Huerta de la Obispalía ist eine Gemeinde (Municipio) und ein Dorf mit 130 Einwohnern (Stand: 2024) in der Provinz Cuenca in der Autonomen Region Kastilien-La Mancha. 

## Lage
Huerta de la Obispalía liegt etwa 35 Kilometer westlich von Cuenca in einer Höhe von ca. 930 m. 

## Bevölkerungsentwicklung
| 1970 | 1981 | 1991 | 2001 | 2011 | 2021 |
| ---- | ---- | ---- | ---- | ---- | ---- |
| 382  | 182  | 184  | 153  | 118  | 134  |

## Sehenswürdigkeiten
- Burganlage von Huerta
- Kirche

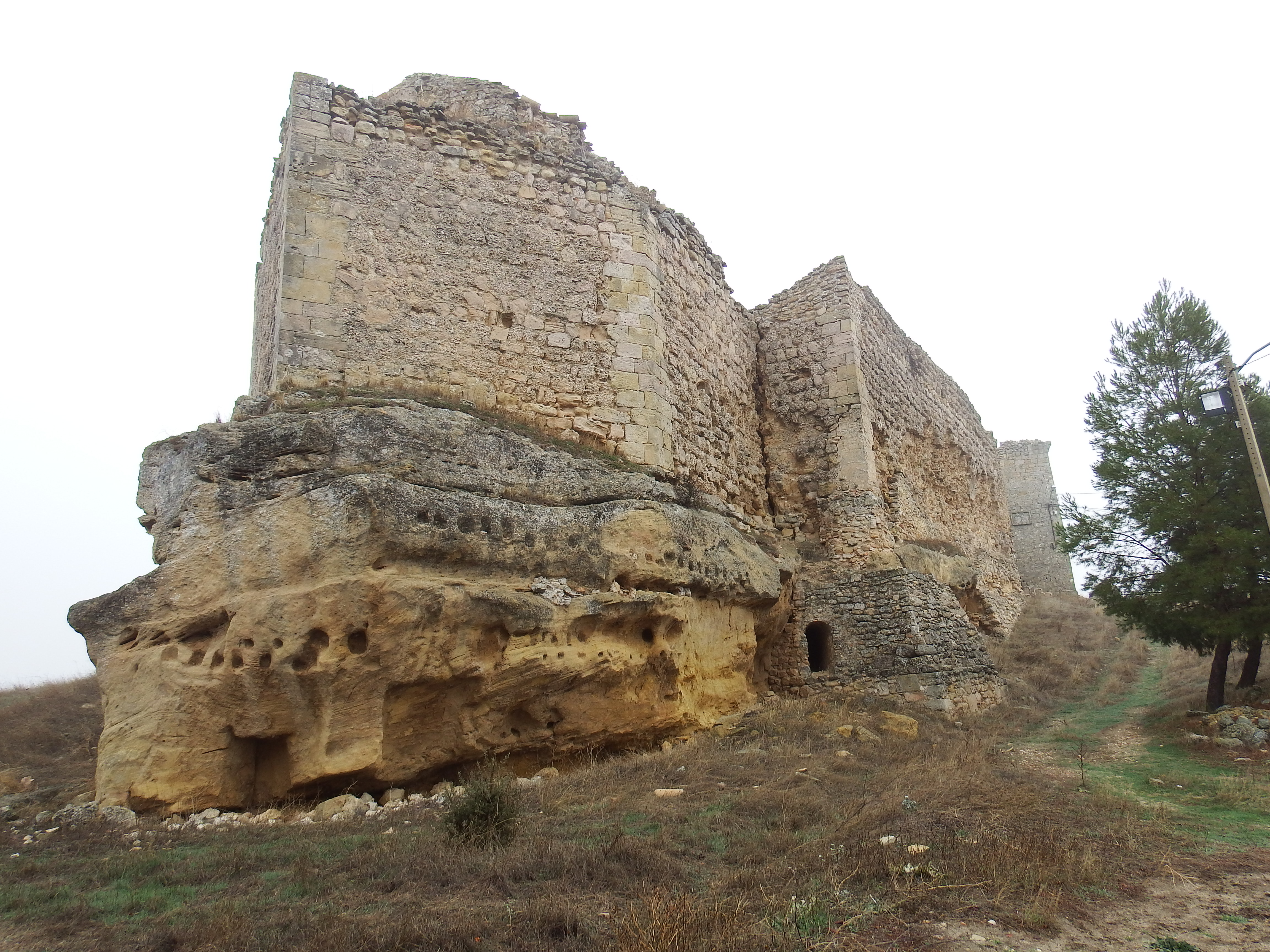
Burganlage
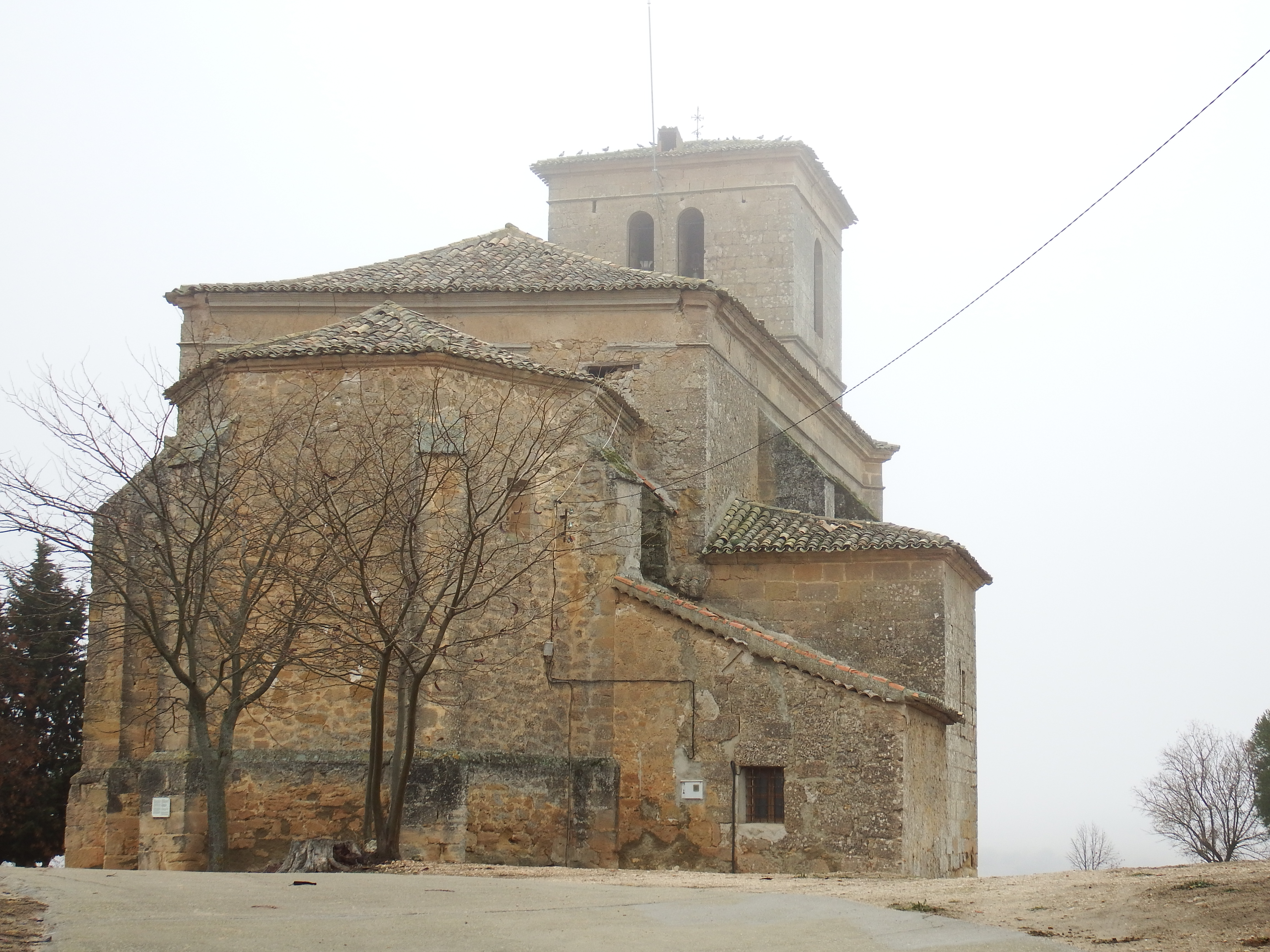
Kirche
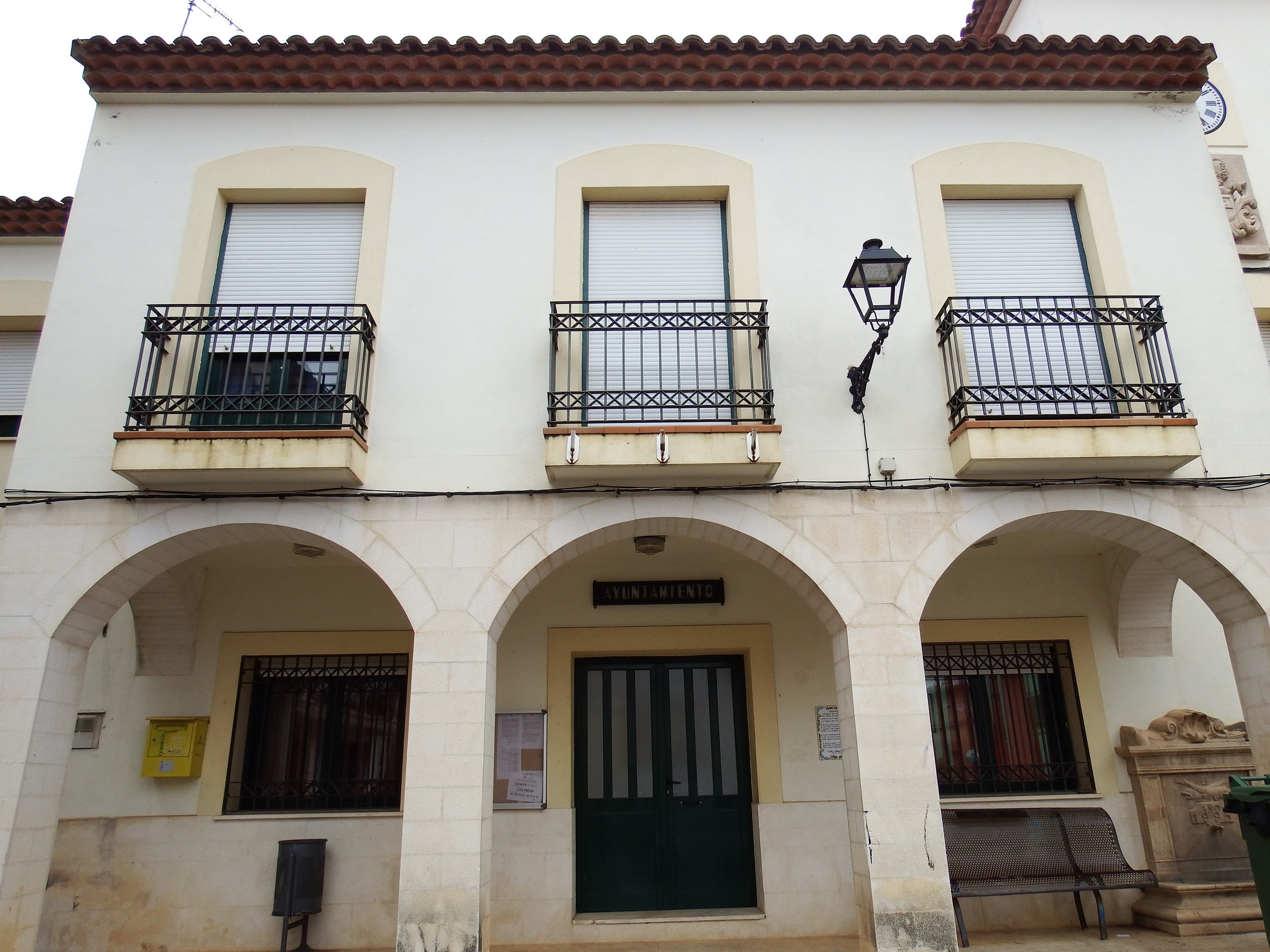
Rathaus